# 莎乐美

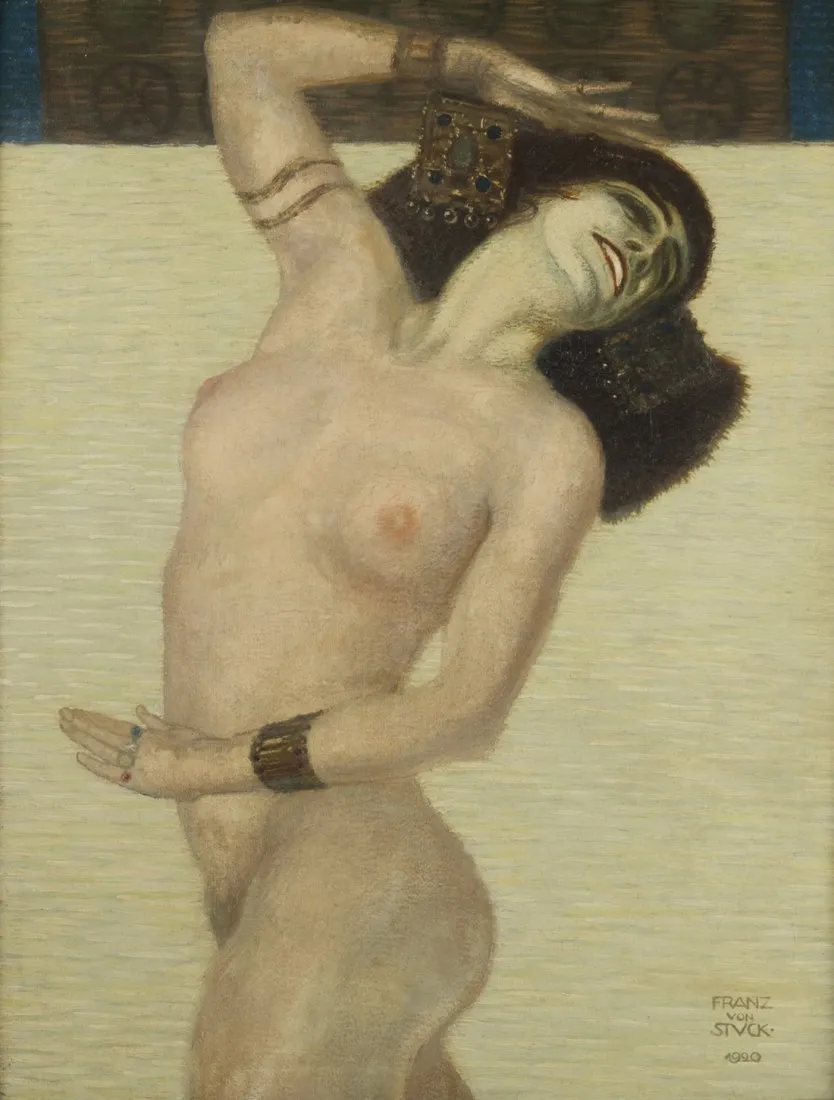
莎樂美，法蘭茲·馮·史杜克繪於1920年

刻有莎乐美头像的金币，周围的文字为ΒΑϹΙΛΙϹ ΣΆΛΩΜΉ，意为“莎乐美王后”

莎乐美（希腊语：Σαλωμη，14年—62年至71年），也被稱為莎樂美三世，是一位猶太公主，希律二世（大希律王的兒子）的女兒，大希律王的孫女，加利利分封王希律·安提帕斯的繼女和希羅底王后的女兒。然而，这一人物的名字来源于犹太历史学家約瑟夫斯的著作，在《圣经》新約中并没有记载。在新約中，希律·安提帕斯的繼女要求（斬首）施洗約翰的頭顱。 根據約瑟夫斯的說法，她先嫁給了她的叔叔戈蘭提斯分封王希律·腓力二世，在他死後（公元34年），她嫁給了她的堂兄小亚美尼亚国王阿里斯托布鲁斯，正与約瑟夫斯的记载一致。阿里斯托布鲁斯发行的金币的背面有他妻子的头像，上面标注的名字为希腊文ΣΆΛΩΜΉ，读作“莎乐美”。
莎乐美千百年来一直是基督教世界文艺作品的重要主题，衍生出用她故事为题材编写的歌剧、电影和大量绘画作品。

## 圣经中的莎乐美
根据《圣经·新约》記載：
那时，分封的王希律听见耶稣的名声，就对臣仆说：“这是施洗的约翰从死裡复活，所以这些异能从他里面发出来。”起先希律为他兄弟腓力的妻子希罗底的缘故，把约翰拿住锁在监裡。因为约翰曾对他说：“你娶这妇人是不合理的。”希律就想要杀他，只是怕百姓，因为他们以约翰为先知。到了希律的生日，希罗底的女儿在众人面前跳舞，使希律欢喜。希律就起誓，应许随她所求的给她。女儿被母亲所使，就说：“请把施洗约翰的头放在盘子裡，拿来给我。”王便忧愁，但因他所起的誓，又因同席的人，就吩咐给她。于是打发人去，在监里斩了约翰，把头放在盘子裡，拿来给了女子，女子拿去给她母亲。约翰的门徒来，把尸首领去埋葬了，就去告诉耶稣。（《马太福音》第14章第1-12节，和合本）
《马可福音》第6章第14-29节中也有相似的描述。

## 约瑟夫斯的记载
（注意其中有很多人物互相重名）
“希罗底嫁给了大希律王的儿子希律二世⋯⋯生了一个女儿，取名叫莎乐美；在莎乐美出生后，希罗底与自己的丈夫离婚，然后再嫁给丈夫的堂兄希律（此希律指罗马帝国安插的加利利分封王希律·安提帕斯，也即马太福音中所谓“分封的王希律”，因此莎樂美已是希律安提帕斯的繼女，因為莎樂美為安提帕斯的兄弟希律二世和希羅底所生，但安提帕斯棄了他的原配帕薩莉絲，娶了希羅底為妻，莎樂美因此成為繼女）⋯⋯而莎乐美嫁给了安提帕斯的兄弟腓力（指以土利亚和特拉可尼地区的王公希律·腓力二世，也是罗马人的傀儡，见路加福音3章1节）。腓力无嗣而终后，莎乐美又嫁给了希律·亞基帕一世的兄弟阿里斯托布鲁斯（指罗马安插的小亚美尼亚国王阿里斯托布魯斯）；他们生了三个儿子，分别叫希律、亞基帕和阿里斯托布鲁斯”。

## 艺术中的莎乐美

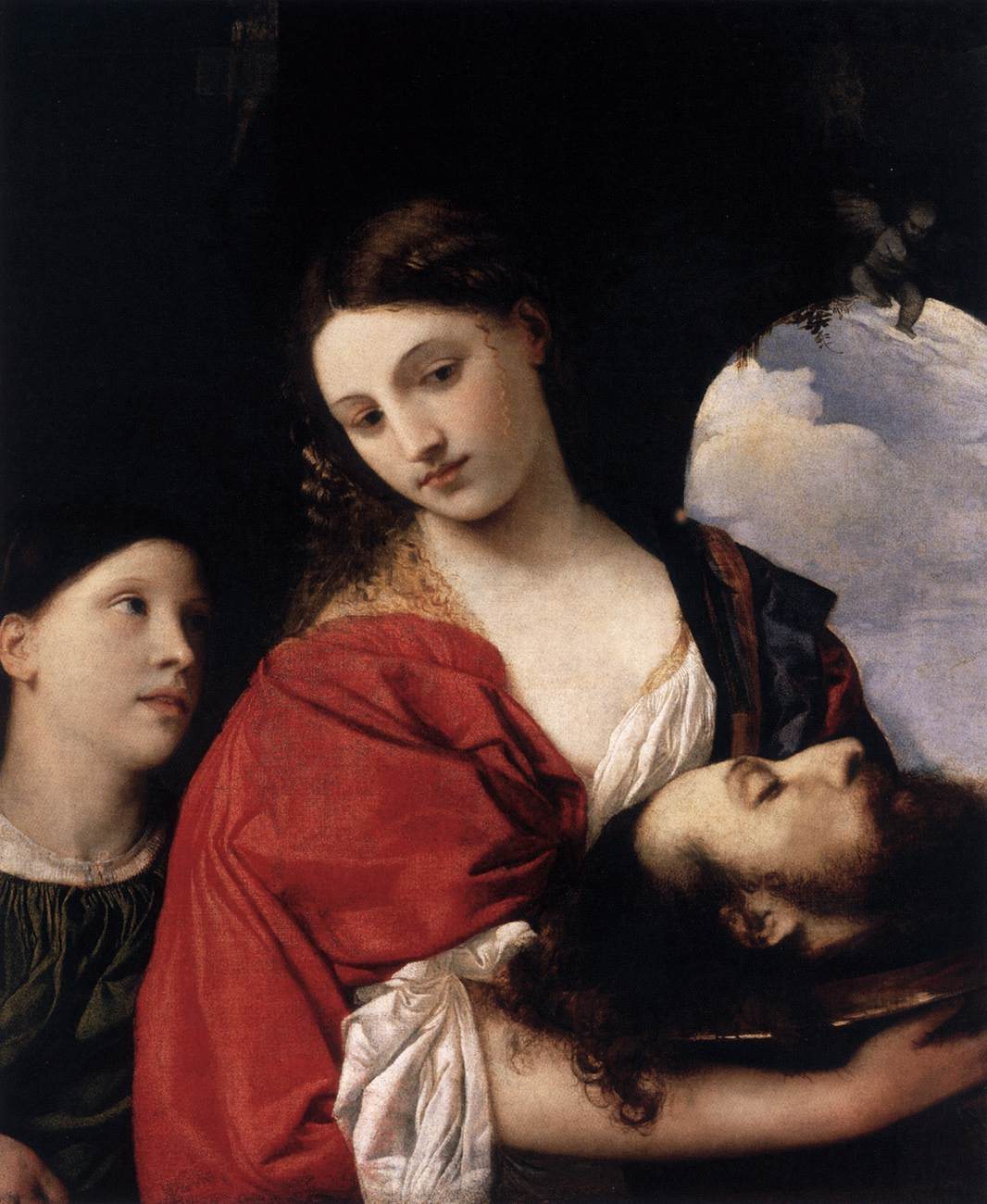
莎乐美 (1515年)，提香所繪

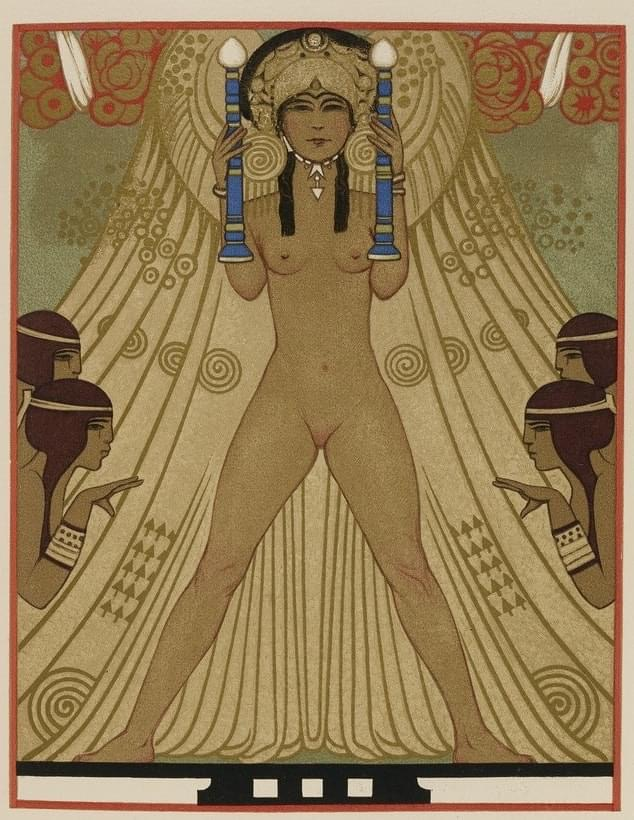
曼努埃尔-奥拉齐繪於1891年

### 王尔德的戏剧《莎乐美》
1893年写成，1896年首演。
王尔德笔下的莎乐美，是美豔、性感、危险、颓废的。王尔德的莎乐美雖然仍然以聖經為藍本，但卻颠覆了以往基督教传统文化中的莎乐美形象，从此莎乐美成为现代艺术中经常出现的人物形象。在劇裡，因為施洗約翰拒絕了莎樂美的愛，使沙樂美在為希律王演出了七層紗舞之後向父王要求要了約翰的頭。然而當希律王把施洗約翰的頭放在她面前，她卻捧着約翰的頭談情說愛而拒絕了希律王的要求。這使希律王十分震怒，下令也把莎樂美砍頭。
《莎乐美》一剧也成为唯美主义艺术的代表作。1905年，理查德·施特劳斯改編的歌劇版本首演。
王尔德的戏剧中莎乐美的结局与历史上的真实事件完全不同。实际上莎乐美没有被处死，她至少活到了公元55年以后。

### 比亚兹莱的《莎乐美》插图

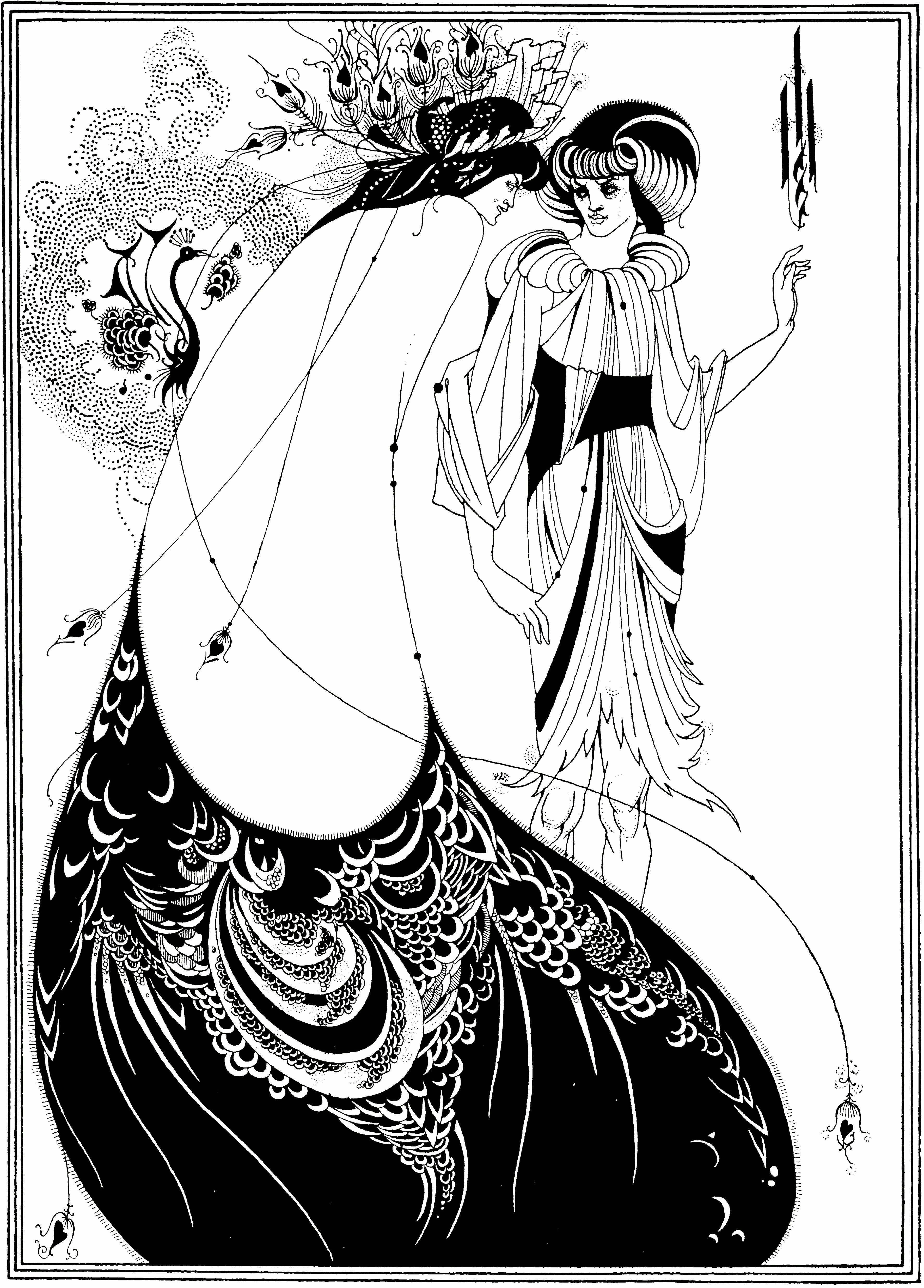
比亚兹莱在1894年为王尔德剧作《莎乐美》英译版创作的插画“孔雀裙”

为王尔德的戏剧《莎乐美》所作的系列插图

### 其他绘画
- 法国画家居斯塔夫·莫羅（Gustave Moreau，1826—1898）《在希律王前跳舞的莎乐美》（Salome Dancing before Herod）（1874-76）、《幽灵》（The Apparition）（1874-1876）、《莎乐美》（Salome）（1876）

- 德国画家斯托克（Franz von Struck）（1863-1928）《莎乐美》

### 其他戏剧
- 卡洛斯·绍拉（Carlos Saura）导演的西班牙弗拉明戈舞剧《莎乐美》（2002年）[2]

### 動漫遊戲
- 《Fate/Grand Order》：以「Berserker」職階登場，寶具是「為你獻上一吻（Femme Fatale Baiser）」。